# Золотурн
Золотурн (фр. Soleure, итал. Soletta) је град у северозападној Швајцарској. Золотурн је главни град истоименог кантона Золотурн, као и његово највеће насеље.

## Природне одлике
Золотурн се налази у североисточном делу Швајцарске. Од најближег већег града, Берна, град је удаљен 43 км северно.
Рељеф: Золотурн се налази у области Швајцарске висоравни, на приближно 430 метара надморске висине. Град се сместио у долини реке Ар, а испод планине Јуре, које се издижу северно од града.
Клима: Клима у Золотурну је умерено континентална.
Воде: Кроз Золотурн протиче велика швајцарска река Ар, која дели град на већи, северни и мањи, јужни део.

## Историја
Подручје Золотурна је било насељено још у време праисторије (Келти). У доба Старог Рима овде је подигнуто утврђење Салодурум, из кога је изведен данашњи назив града.
У 8. веку овде је подигнуто хришћанско средиште, око кога се временом образовало насеље. Оно је 1218. године добило градска права. Град се 1295. године припојио Војводству Берн, које се касније прикључило Швајцарској конфедерацији. Временом је град свој утицај проширио на околно подручје, из чега је касније установљен Кантон Золотурн.
Вишевековно благостање и мир били су прекинути током Наполеонових ратова. После тога град је постао део Швајцарске конфедерације. Касније, током 19. и 20. века Делемонт се почиње развијати и јачати економски. Ово благостање траје и дана-данас.

## Становништво
2008. године Золотурн је имао нешто нешто мање од 16.000 становника.
Језик: Швајцарски Немци чине традиционално становништво града и немачки језик је званични у граду и кантону. Међутим, градско становништво је током протеклих неколико деценија постало веома шаролико, па се на улицама Золотурна чују бројни други језици.
Вероисповест: Месни Немци су у од давнина римокатолици. Међутим, протеклих деценија овде се доселио велики број других вера, највише протестаната. И данас су римокатолици најбројнији (35,2%), прате их протестанти (29,6%), затим атеисти (20,2%).

## Знаменитости града
Золотурн у зову „најлепшим швајцарским барокним градом“. Град има велико старо градско језгро, које је изванредно очувано. Оно се махом образовало у раздобљу 1530-1792. године. Од појединачним грађевина вреди поменути градску Катедралу светог Урсуза из 18. века, Исусовачку цркву из 17. века, Торањ-часовник, као и добро очуване градске зидине са улазним капијама.

## Галерија слика
- Катедрала светог Урсуза
- Главни градски трг
- Здање старог арсенала
- Једна од градских капија